# Devil May Cry
И ђаво може да плаче (енгл. Devil May Cry) је акционо-авантуристичка видео игра развијена и објављена од стране Капком-а, објављена 2001. године за PlayStation 2. Док се игра првенствено фокусира на борбу мачевима, играч добија нова оружја након што победи главне непријатеље што као резултат доноси разноврсност потеза који могу да се изведу.
Смештена у модерно време на измишљеном Малет Острву, прича се фокусира на Дантеа, ловца на демоне који користи свој посао да се освети демонима након што је изгубио свог брата и мајку. Он упознаје жену по имену Триш која га поведе на пут да победе господара демона Мундуса. Прича се углавном прича кроз број кратких сцена, које користе развојно окружење игре и неколико видео клипова који су пре-рендеровани. Игра је донекле заснована на италијанском спеву „Божанствена Комедија” коришћењем алузија, укључујући и главну личност игрице Дантеа (названог по личности Данте Алигијерија) и друге ликове као што су Верџил (Вирџил) и Триш (Беатрис Портинари).
Игра је првенствено осмишљена 1999. као „Притајено Зло 4”. Али с обзиром да се запосленима чинило као да игра не пристаје франшизи Притајеног Зла, пројекат је одбачен због својих веза са Притајеним Злом и уместо тога је направљен као сопствена одвојена прича. „И ђаво може да плаче” је добио доста покрића у медијима видео игара због свог утицаја који је имао на жанр акционих игара, велике тешкоће преласка игрице као и свеукупно високих оцена које је добио од многих професионалних критичара што је довело до закључка да је ово једна од најбољих и најиновативнијих видео игара свих времена. Игра се продала у више од три милиона копија, и добила је више наставака и делова који причају причу пре радње главне приче свих развијених од стране Капком-а.

## Начин игре
Игра се састоји од нивоа који се зову „мисије”, где играчи морају да се боре против бројних непријатеља, изводе платформске задатке, и повремено решавају загонетке како би напредовали даље кроз причу. Перфомансе играча се након сваке мисије оцењују са оценама А, Б, Ц или Д, са додатном највишом оценом С. Оцене се заснивају на томе колико је времена било потребно да се заврши мисија, количина „црвених кугли” која је сакупљена (валута у игрици која се добија тако што се убијају непријатељи), колико је „стилска” борба била, коришћење помоћних ставки, и колико је штете играч претрпео кроз борбу.
„Стилска борба” се изводи тако што се одради не-прекинути низ различитих успешних напада док се избегавају непријатељски напади, тако што се прате перформансе играча кроз мерач који се налази на екрану. Што више удараца играч успе да нанесе то више расте мерач на екрану. Мерач креће од „Досадно”, па прелази на „Кул”, „Браво”, и „Апсолутно” и на врху долази до „Стилски”. Ако се узаступно користе исти потези мерач почиње да опада, што онда наводи играча да користи све могуће потезе које имају у свом арсеналу. Називи на мерачу су слични оценама које се добијају на крају мисија. Када Данте претрпи штету од непријатеља, стилска оцена поново падне на „Досадно”. Играчи такође могу да одрже своју стилску оцену и спрече је од опадања користећи омаловажавање непријатеља који се налазе у близини.
Играч може повремено да трансформише Дантеа у још моћније демонско створење користећи способност која се зове „Ђавољи Окидач”. Када се то уради додају се моћи које су засноване на тренутном оружју које се користи и Дантеов изглед се промени. Трансформација обично повећа снагу и одбрану, полако враћа назад здравље, и додељује неке посебне нападе и потезе. Она је одређена са мерачем Ђавољег Окидача који се временом смањује како се та способност користи, а допуњава се тако што се нападају непријатељи или тако што се они омаловажавају када је Данте у нормалном облику.
„И ђаво може да плаче” садржи загонетке и друге изазове поред основне борбе са непријатељима. Главна прича често тражи од играча да нађе кључне ставке како би могао да напредује, на начин сличан оном који је кориштен у загонеткама у игрицама серијала „Притајено Зло”, као и опционе платформске задатке и задатке истраживања како би се нашла скривена места са „црвеним куглама”. Споредне мисије, назване „Тајне Мисије” у игрици, су лоциране у скривеним деловима нивоа или областима које скрећу са главног пута и није обавезно да се заврше, али пружају додатна трајна појачања способности играча.

## Радња
„И ђаво може да плаче” почиње тако што је Данте нападнут у својој канцеларији од стране мистериозне жене по имену Триш. Он је импресионира тако што се лагано одбрани од њеног напада, и каже јој да он лови демоне који су убили његову мајку и брата. Она му каже да је напад био тест, и да господар демона Мундус, кога Данте држи одговорним за смрт своје породице, планира свој повратак. Сцена скаче на њихов долазак код великог замка, где Триш изненадно скаче и нестаје иза високог зида.
Данте истражује замак и наилази на основне непријатеље игрице, демонске марионете. Такође проналази нови мач по имену Аластор, и бори се против првог главног непријатеља, огромног паук/шкорпион демона по имену Фантом. Данте побеђује у бици, али као што као што постаје тема која се касније понавља кроз игрицу, поражено чудовиште се након кратког времена поново појављује у уском пролазу, што приморава Дантеа да бира да ли ће да бежи или да се бори у уском пролазу који му ограничава покрете. Након даљег истраживања и борбе, Данте се бори са демоном који се зове Нело Анђело који импресионира Дантеа са својим самопоуздањем. Данте успева да порази Нело Анђела и таман кад се припреми да зада крајњи ударац, Нело Анђело му побегне, и узврати Дантеу са серијом удараца и шутева. Демон се спрема да убије Дантеа, али одједном побегне након што види амајлију коју Данте носи око врата, која у себи има слику Дантеове мајке. Демон га нападне још два пута у каснијим мисијама, и евентуално се открије да је демон Дантеов идентични брат близанац, Верџил. Након Анђелове/Верџилове смрти, његова амајлија се споји са братовљевом, и „Ивица Силе”, почетни мач игрице, који је некад припадао њиховом оцу, се промени у свој прави облик и постане мач Спарде.
Када Данте следећи пут види Триш, она га изда и открије да и она ради за Мундуса, али када се деси да јој је касније живот у опасности, Данте одлучи да је спасе. Тврдећи да је то урадио само зато што је она личила на његову мајку, и упозори је да га се у будућности клони. Мада поново, када се коначно сусретне са Мундусом, који таман треба да убије Триш, Данте поново изабере да је спасе и бива повређен. Мундус покуша да га докрајчи, али уместо тога Триш се испречи и претрпи тај напад уместо њега. Ово ослободи Дантеову пуну моћ, што му омогућава да преузме облик Спарде. Данте и Мундус онда пређу да се боре на другој равни постојања.
Данте побеђује, и оставља амајлију и мач са Тришиним непокретним телом пре него што оде. У повратку у људски свет, Данте сазнаје да се острво руши, и сатеран је у ћошак од стране повређеног Мундуса, који га је пратио назад у људски свет. Данте се бори са Мундусом, сада враћен на своју нормалну снагу, притом се Триш такође враћа и позајмљује Дантеу њену моћ и снагу. Данте побеђује Мундуса, који се заклиње да ће се вратити и да ће владати људским светом. Када Триш покуша да се извини почиње да плаче, и Данте јој говори да то значи да је постала људско биће и да није само ђаво, јер „ђаволи никад не плачу”. Данте и Триш се спашавају авионом док се острво око њих руши. Након завршних кредита, открива се да Данте и Триш сада раде заједно као партнери, и да су преименовали радњу у „Ђаво никад не плаче”.

## Развој
Прво наговештено рано у Децембру 1999. године, „И ђаво може да плаче” је започела као најранија инкарнација игре „Притајено Зло 4”. Првенствено развијена за PlayStation 2, игру је режирао Хидеки Камија након што је продуцент Шинђи Миками од њега тражио да направи нови део серијала „Притајено Зло”. Око краја миленијума, писац досадашњег серијала Нобору Сугимура је направио сценарио за ову игрицу, засновано на Камијиној идеји да направи веома кул и стилизовану акциону игрицу. Прича је била заснована на мистерији која је кружила око тела главног лика игрице Тонија, непобедивог човека са вештинама и интелектом далеко изнад нормалних људи, чије су надљудске способности биле објашњене путем биотехнологије. Како се Камији чинило да главни лик није изгледао довољно храбро и херојски у борбама из фиксног угла камере, одлучио је да одбаци пререндероване позадине из претходних игрица серијала Притајеног зла, и уместо тога се решио за систем динамичне камере. Овај нови правац је захтевао од тима да отпутује у Европу где су провели једанаест дана у Уједињеном Краљевству и Шпанији фотографишући ствари као што су Готске статуе, цигле, и камене тротоаре како би их користили за текстуре у игрици. Иако су се људи који су радили на игрици трудили да некако уклопе целу тему „кул игрице” у свет Притајеног Зла, Миками се осећао да је овај правац далеко од корена серијала Притајеног Зла који се фокусирао на преживљавање и хорор и на крају је убедио све чланове тима да направе игру која је независна од овог серијала. Камија је након тога преправио причу да буде смештена у свет пун демона и променио име главног јунака у „Данте”. Остатак ликова су углавном остали исти, са малим променама, као и у оригиналном Сигимурином сценариу, осим тога што су избачена појављивања мајке и оца хероја у причи. Нови назив игрице „И ђаво може да плаче” је откривен у Новембру 2000. године.
Игрица је развијена од стране „Тима Малих Ђавола”, групе чланова особља из Капком-овог Студија Продукције 4. Неки од главних елемената начина игре су делимично били инспирисани грешком у коду нађеном у игри „Онимуша: Господари рата”. Током тестирања игре, Камија је открио да непријатељи могу да се задрже у ваздуху ако се константно секу и нападају мачевима, што је довело до укључења жонглирања пиштоља и удараца мачевима у игру. Судећи по режисеру, „И ђаво може да плаче” је у потпуности дизајниран око Дантеових акробатских и борилачких способности. Одлука је тек касније у развоју игре донета да се промени игра у нешто што је је више засновано на мисијама, уместо на структуру отвореног света коју имају игрице Притајеног Зла. Тежина игре је била намерна, судећи по Камији, који ју је назвао његовим „изазовом за све оне који су играли лагане, опуштене игрице”.

## Утисци
"И ђаво може да плаче" је добила „Златну” награду продаја од „Асоцијације Издавача Софтвера Забаве и Разоноде” (ELSPA), што је указивало на то да се најмање 20.000 копија игрице продало у Уједињеном Краљевству. До Јула 2006. „И ђаво може да плаче” је продала 1.1 милион копија и зарадио 38 милиона долара само у Сједињеним Државама. Следећа Генерација ју је рангирала на 48. месту најбоље продаванијих игара које су објављене за PlayStation 2, Xbox и GameCube између Јануара 2000. и Јула 2006. у тој земљи. Свеукупне продаја „И ђаво може да плаче” серијала је достигла 2 милиона продатих артикала у Сједињеним Државама до Јула 2006.
Игрица је добила позитивне критике и хвале, са рецензијама сајтова новости о видео играма који су хвалили иновације, акцију, визуелне ефекте, контролу камере, и готички амбијент. Игрица је такође добила позитивне критике од штампаних публикација о видео играма из сличних разлога. Гејм Информер је сумирао своју ревизију тако што је рекао да због ове игре „Притајено Зло изгледа као спори зомби”. „И ђаво може да плаче” је такође посетио неколико Топ Листа Видео Игара Свих Времена, Гејмфјури је, на пример, навео „И ђаво може да плаче” као 31. место на својој листи Топ 40 Конзолских Игара Свих Времена. У 2010, Ај Џи Ен (IGN) је навео као 42. место на њиховој листи „Топ 100 PlayStation 2 Игара”. Данте је такође добио доста похвала толико да је постао један од најпознатијих ликова у видео играма.
Међутим игра је такође била подложна негативним критикама. Следећа Генерација се бунила у вези нивоа тежине игрице, питајући се да ли је то додато у игрицу како би се само продужила игрица. Електрично Игралиште је указало на необичну шему контрола и мањак опција за конфигурацију. ГејмСпај је навео понашање камере, тешко учење контрола, и неке лоше графичке особине као што је трептерење и лоше померање слике. ГејмСпот је критиковао завршетак игрице због драматичне промене тока игрице и начина играња, као и због пораста тешкоће игрице. На крају, критичари видео игара су се осећали као да је прича свеукупно кратка и да су ликови игрице недовољно развијени.

### Успеси и заслуге
„И ђаво може да плаче” је имала и наставак, „И ђаво може да плаче 2” као и „И ђаво може да плаче 3” чија се радња дешава хронолошки пре главне радње прве игрице. Четврта игра, „И ђаво може да плаче 4”, је објављена 5. фебруара 2008. у Сједињеним Државама за PlayStation 3, Xbox 360 и рачунаре. Укупне продаје свих верзија до 10. фебруара 2009. су биле отприлике око 2,48 милиона копија. Игра је такође као резултат имала издавање два романа Шинија Гоикеде, као и аниме серијала. Дана 15. Окробра 2004, три године након објављивања игрице звучна трака која садржи музику из игрице је објављена заједно са звучном траком за „И ђаво може да плаче 2”. Планови за акциони играни филм су такође били најављени иако је касније потврђено да су отказани. Рестарт серијала под именом Ди Ем Си: „И ђаво може да плаче” (енг. DmC: Devil May Cry) је објављен 2013. године од стране Капкома и Нинџа Теорије. Камија сматра да је његова игрица из 2009. године, Бајонета, настала и евоулирала из ове игрице иако је он играо „И ђаво може да плаче 4”. У интервјуу 2017. са Дангеки PlayStationом, Камија је изразио свој интерес да направи преправку и потпуно нову игрицу „И ђаво може да плаче”, тачније да рестартује цео серијал.
„И ђаво може да плаче” је наведен као почетак поджанра акционих игара назван „Екстремна Борба”, који се фокусира на моћне хероје који се боре против хорди непријатеља са фокусом на стилску акцију. Игра је такође била описана као прва игра која је „успешно успела да изведе неуморни слободно текући стил игре многих класичнх 2Д игара”. Серијал је постао стандард по коме се друге 3Д игре мере, са поређењем ревизија игрица које укључују „Бог рата”, „Легија хаоса”, и „Крв ће рећи”.
Игрица је такође успела да достигне велики публицитет и праћење са великим бројем обожавалаца који се могу видети на скоро свим скуповима и сајмовима који прослављају поп културу и културу видео игара.

## Исто погледати
- „Бајонета”
- „Дантеов Пакао”, још једна игрица заснована на Паклу од Дантеа Алигијерија